# Chancelaria austríaca
Na política austríaca, a chancelaria federal (em alemão: Bundeskanzleramt, lit. Bundeskanzleramt, lit. 'chancelaria federal', abreviado BKA; historicamente também Hofkanzlei e Staatskanzlei) é um ministério liderado pelo chanceler.
Desde o estabelecimento da primeira república austríaca em 1918, o prédio da chancelaria tem servido de local para realizarem as sessões do gabinete austríaco. Ele está localizado na Ballhausplatz, no centro de Viena, em frente ao palácio imperial de Hofburg. Assim como em Downing Street, Quai d'Orsay ou - antigamente - Wilhelmstrasse, o endereço se tornou uma expressão do poder governamental.

## Responsabilidades
A principal função da chancelaria é alinhar as diretrizes e as relações públicas do governo federal. Ela representa o poder executivo a nível federal em questões da constituição da Áustria e em tribunais internacionais. Também é responsável pelos direitos das mulheres e pela igualdade de gênero, funcionalismo público, administração e gestão pública, exercida por Ines Stilling no cargo de ministra federal e membro do gabinete austríaco.
Além disso, é responsável pela segurança nacional - caso não esteja na área de competência do ministério federal do interior -, pela privacidade das informações e da sociedade de informação, assuntos de mídia em massa, coletivas de imprensa e fotojornalismo, relações com a OCDE (Organização para a Cooperação e Desenvolvimento Econômico), bioética e direitos das minorias.

## Histórico
Ao lado do palácio de Hofburg, residência dos imperadores romanos e dos monarcas habsburgos, o edifício barroco da chancelaria, projetado pelo arquiteto genovês Johann Lukas von Hildebrandt para o chanceler Friedrich Karl von Schönborn, foi inaugurado em 1719 como Geheime Hofkanzlei, que se ocupava da política externa do imperador Carlos VI.

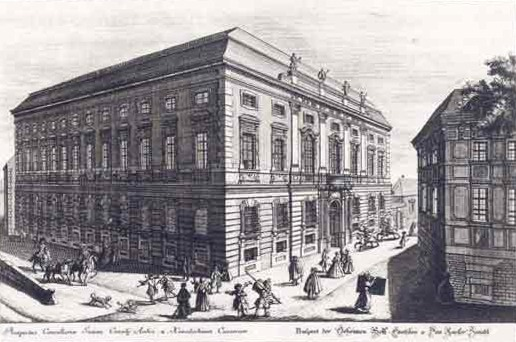
Gravura do Hofkanzlei, 1733

De 1753 até 1792, o príncipe Wenzel Anton de Kaunitz-Rietberg residiu aqui como chanceler do estado da imperatriz Maria Theresa, do imperador José II e do imperador Leopoldo II. Na década de 1760, Kaunitz ampliou significativamente o edifício de acordo com os planos de Nicolò Pacassi. Enquanto as tropas de Napoleão ocupavam Viena, o príncipe Klemens von Metternich foi nomeado como ministro das relações exteriores do império austríaco em 1809 e mudou-se para o prédio da chancelaria com sua família para viver aqui durante os meses de inverno.

Em 1814/15, sua residência serviu de local para o congresso de Viena. Após as revoluções de 1848, o ministro-presidente príncipe Félix de Schwarzenberg assumiu seu lugar na chancelaria e a tornou o centro de seu governo. Até a dissolução da monarquia austro-húngara em 1918, o prédio era a sede do ministério das relações exteriores do reinado e, a partir de 1867, também do presidente do conselho de ministros para assuntos gerais, que arbitrava entre os ministros-presidentes da Cisleitânia (Áustria) e da Transleitânia (Hungria). Durante a crise de julho de 1914, a declaração de guerra contra a Sérvia foi preparada aqui, a pedido do ministro conde Leopold Berchtold.

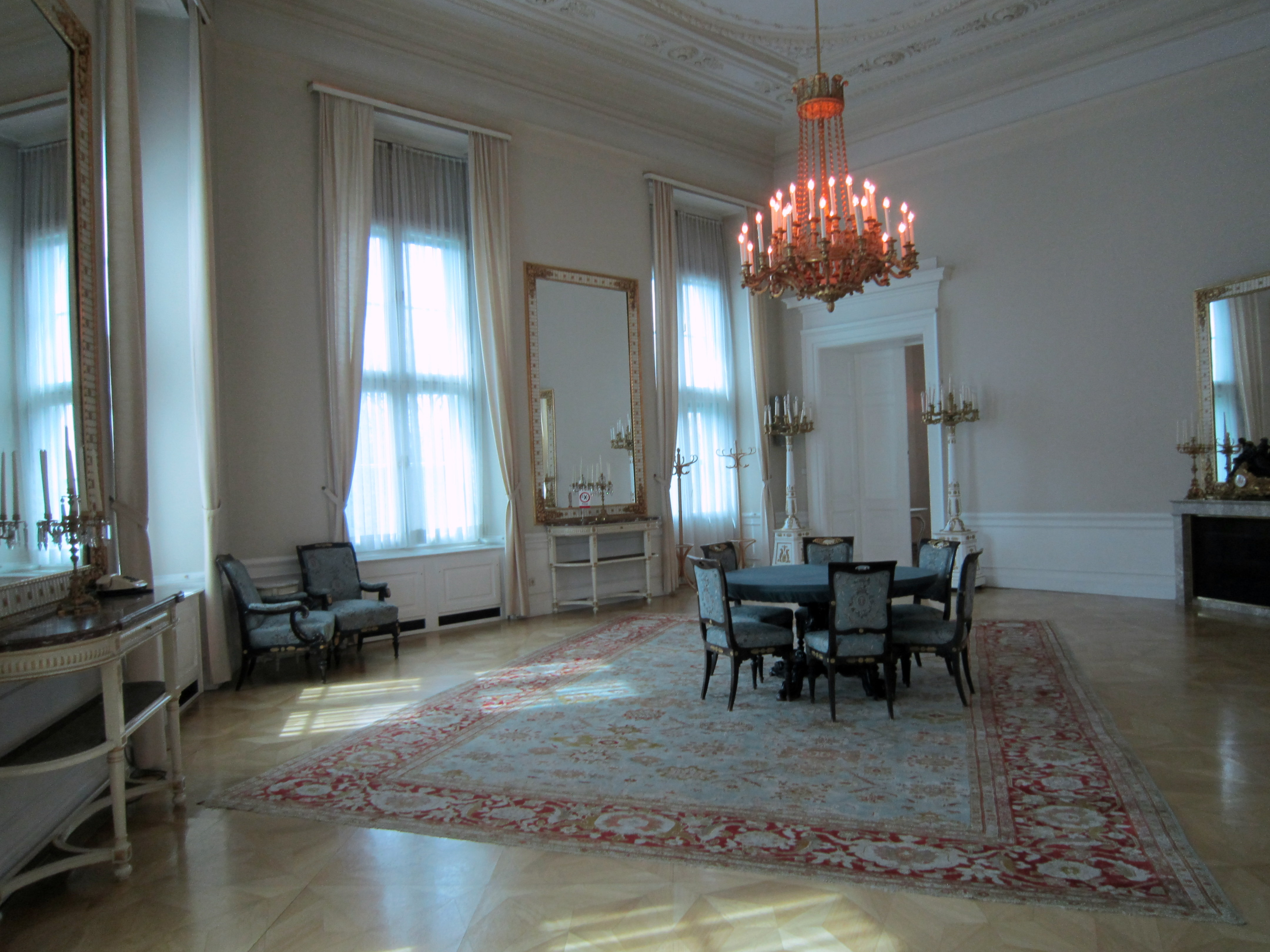
Interior

Em 30 de outubro de 1918, os deputados de língua alemã do conselho imperial da Cisleitânia constituíram uma assembleia nacional provisória da Áustria alemã para eleger um governo Staatsrat chefiado pelo chanceler Karl Renner. De acordo com a constituição da Áustria de 1920 (Bundes-Verfassungsgesetz, B-VG), de autoria de Hans Kelsen, o gabinete do chanceler austríaco foi criado, com sua residência em Ballhausplatz.
Vários chanceleres da primeira república austríaca também atuaram como ministros das relações exteriores; um ministério federal das relações exteriores independente não foi instituído até 1959 sob o comando do ministro Bruno Kreisky. Até 1946, o edifício também sediava o gabinete do presidente federal da Áustria. Em 25 de julho de 1934, o chanceler Engelbert Dollfuss foi baleado aqui por insurgentes nazistas durante o golpe de julho. Mediante a anexação anschluss austríaca à Alemanha nazista e a renúncia do presidente Wilhelm Miklas em 13 de março de 1938, Arthur Seyss-Inquart residiu na Ballhausplatz como Reichsstatthalter e chefe do governo do estado de Ostmark, que foi abolido por ordem de Adolf Hitler em 30 de abril de 1939. Até o final da segunda guerra mundial, o edifício foi usado como sede da administração local do Reichsgau de Viena sob o comando de Josef Bürckel e Baldur von Schirach.
Severamente danificado pelos bombardeios dos aliados, o prédio da chancelaria foi recapturado pelo governo provisório do estado austríaco, sob o comando de Karl Renner, com o aval da autoridade militar soviética na Áustria ocupada pelos aliados, em 27 de abril de 1945. Mediante a eleição legislativa austríaca de 1945, o parlamento do conselho nacional elegeu Leopold Figl como o primeiro chanceler do pós-guerra em 20 de dezembro.
O prédio da chancelaria foi restaurado até 1950.

## Organização
A organização foi modificada em todos os períodos do governo da Áustria desde 1970.
Atualmente, o chanceler Sebastian Kurz (em 2020: segundo governo Kurz) é assessorado por dois ministros da chancelaria, no âmbito da chancelaria federal, gerenciando os seis departamentos (Sektionen) da agência (em 2020) da seguinte forma:
I: Presidência (secretário-geral Bernd Brünner)
II: Integração, cultura e minorias (Martin Klienl)
III: Questões femininas e integração de gênero (Jennifer Resch)
IV: União européia, relações internacionais e questões principais (Barbara Kaudel-Jensen)
V: Constituição (Albert Posch)
VI: Família e juventude (Bernadett Humer)